# استراحة جراسلايتن هوته
استراحة جراسلايتن هوته (بالألمانية: Grasleitenhütte) و (بالإيطالية: Rifugio Bergamo al Principe) هي استراحة وشبه فندق للسائحين الجوالين على جبال الألب منطقة تيرول الجنوبية بشمال إيطاليا. التسمية الألمانية من عهد الإمبراطورية النمساوية التي انتهت بخسارة النمسا في الحرب العالمية الأولى. أصبحت المنطقة جزء من شمال إيطاليا.

## الموقع
تقع استراحة جراسلايتن هوته على ارتفاع 2165 متر في منطقة جبال الدولوميت في وسط مجموعة أعمدة جبلية تسمى «جراسلاتين تورمه»، بديعة في جمالها. أقرب مدينة لها هي مدينة تيرس Tiers ، بشمال إيطاليا. وهي تنتمي تنتمي إلى سلسلة جبال قمة روزنجارتن التي هي بدورها جزء من جبال الدولوميت.
الستراحة في خدمة الجاوالين الذين يحبون التجول وتسلق الجبال المجاورة. تتميز المنطقة بجمالها الطبيعي ويستطيع السياح الجائلين الانتقال بين عدة استراحات موزعة في المنطقة من ضمنها استراحة «تيرسر -ألبل-هوته» وضيعة عالية خضراء تربى فيها الابقار والماعز تسمى «سيزر آلم»
Seiser Alm.
وإذا تجول المرء في اتجاه الوادي نحو الغرب يصل إلى «بيرن لوخ» Bärenloch: ومنه يؤدي طريق إلى جنوب الغرب مارا بوادي تشامنتال Tschamintal وقرية ودير [St. Zyprian] . وأما التجول في الطريق نحو شمال الغرب فيؤدي على منطقة شليرن Schlern، وهي منطقة محمية طبيعية جبلية في إيطاليا.

## اقرأ أيضا
- دولوميت (سلسلة جبلية)
- قمة روزنجارتن